# Ніно Мачаїдзе
Ніно Мачаїдзе (груз. ნინო მაჩაიძე, англ. Nino Machaidze, нім. Nino Matschaidse; нар. 8 березня 1983, Тбілісі, Грузія) — грузинська оперна співачка (сопрано).

## Навчання
З восьмирічного віку відвідувала уроки фортепіано. Вокальну освіту здобула у Тбіліській державній консерваторії імені Сараджішвілі.
|  | Ніно Мачаїдзе ретельно слухала своїх вчителів і незабаром, хоча була ще зовсім юною, почала співати в опері. За часів загального розвалу театр був не відвідуваним місцем у Тбілісі. Іноді в залі опери крім Ніно та її мами збиралася жменька слухачів, проте співаки та співачки на сцені викладалися повністю |

У 17 років Ніно завоювала у себе на батьківщині свій перший вокальний приз.

## Виступи у Грузії
З 2000 по 2005 роки на сцені Грузинського театру опери та балету імені Паліашвілі Ніно неодноразово виконувала партії Церліни в опері «Дон Жуан»), Норіни («Дон Паскуале») та Джільди («Ріголетто»).

## Виступи за кордоном
У 2005 році пройшла конкурс серед 400 інших претендентів до Академії молодих вокалістів театру Ла Скала і відразу ж була прийнята. Тут же у театрі «Червона Скеля» вона у 2006 році успішно дебютувала в ролі Наяди в «Аріадна на Наксосі» Ріхарда Штрауса (диригент Джеффрі Тейт). Після цього отримала багато пропозицій на інші ролі.
Після блискучого дебюту в ролі Сільвії у «Аскан в Альбі» Моцарта на сцені Ла Скала в лютому 2007 року і Марії в опері «Дочка полку» Гаетано Доніцетті в травні того ж року на сцені римської Опери ((італ.)), співачка відсвяткувала успіх, який ознаменував початок її інтернаціональної кар'єри. Там же, в міланській «Ла Скала» вона в березні 2008 року заспівала партію Лауретти в «Джанні Скіккі» Пуччіні та Музетти в «Богемі».
Влітку 2008 році на найбільшому і найпрестижнішому в Європі Зальцбурзькому фестивалі Ніно Мачаїдзе в парі з Роландо Вільясоном виступила в ролі Джульєтти в «Ромео і Джульєтта» Шарля Гуно (постановка американського режисера Бартлета Шера, зальцбурзький оркестр «Моцартеум» під керуванням франко-канадського диригента Янніка Незе-Сегіна). Поява Ніно Мачаидзе в цій ролі було сюрпризом і породила великі очікування, оскільки австрійська публіка в останні роки звикла бачити в цьому спектаклі «зіркову пару» Нетребко-Вільясон. Однак професійні шляхи Нетребко і Вільясона в 2008 році розійшлися, частково через сімейні обставини Ганни Нетребко (шлюб і народження дитини), а також через піврічний тайм-аут Роландо Вільясона в результаті проблем із горлом. Тому «Ромео і Джульєтта» в Зальбургзі-2008 була для обох партнерів серйозним випробуванням. Джульєтта у виконанні Ніно Мачаїдзе здобула овації залу і позитивні реакції критики. Від так, прем'єра пари Мачаїдзе-Вільясон пройшла більш ніж успішно і молода грузинська співачка цілком гідна свого більш досвідченого і відомого партнера.
Зараз співачка живе в Мілані, вільно говорить італійською мовою.

## Програми, дебюти
- 2009, квітень — вперше у своїй музичній кар'єрі виконує Лючію («Лючія ді Ламмермур», Доніцетті) в Королівській Опері (Théâtre de la Monnaie) Брюсселя
- сезон 2009 — Деспіна та Адіна в «Любовному напої» («Ла Скала»)
- сезон 2009 — Адіна в Баварській державній опері (Мюнхен)
- сезон 2009 — «Дочка полку» — «Гран Театр» Барселони
- сезон 2009 — Ельвіра в опері «Пуритани», Белліні — в парі з Хуаном Дієго Флоресом в «Teatro Comunale», Болонья[3]
- 2009, липень: Донна Фіорілла в «Турок в Італії», Джоаккіно Россіні, Віденська державна опера[4]
- 2009, вересень: дебют в «Los Angeles Opera», США в ролі Адіни «Любовний напій» Гаетано Доніцетті.[5]
- 2009 — сольні концерти в Німеччині
- 2009 — Джульєтта («Ромео і Джульєтта») на сцені Ковент-Гарден
- 2010 — дебют в Метрополітен-Опера
- 2010 — Джільда («Ріголетто») в Гран-Опера у Парижі.

## Премії, нагороди
- Лауреатка (перша премія) конкурсу вокалісток імені Лейли Генчер в Стамбулі (2007)[6].

## Фільмографія
- Фільм-опера «Ромео і Джульєтта» DVD — фірми «Deutsche Grammophon» Catalog-№: 001247459
  - Фотоматеріали: «Ромео і Джульєтта», сцена 1; «Ромео і Джульєтта», сцена 2

## Дискографія
- DECCA 'Bel Canto Arias' (conducted by Richard Bonynge) (2008)